# Christopher Farnsworth

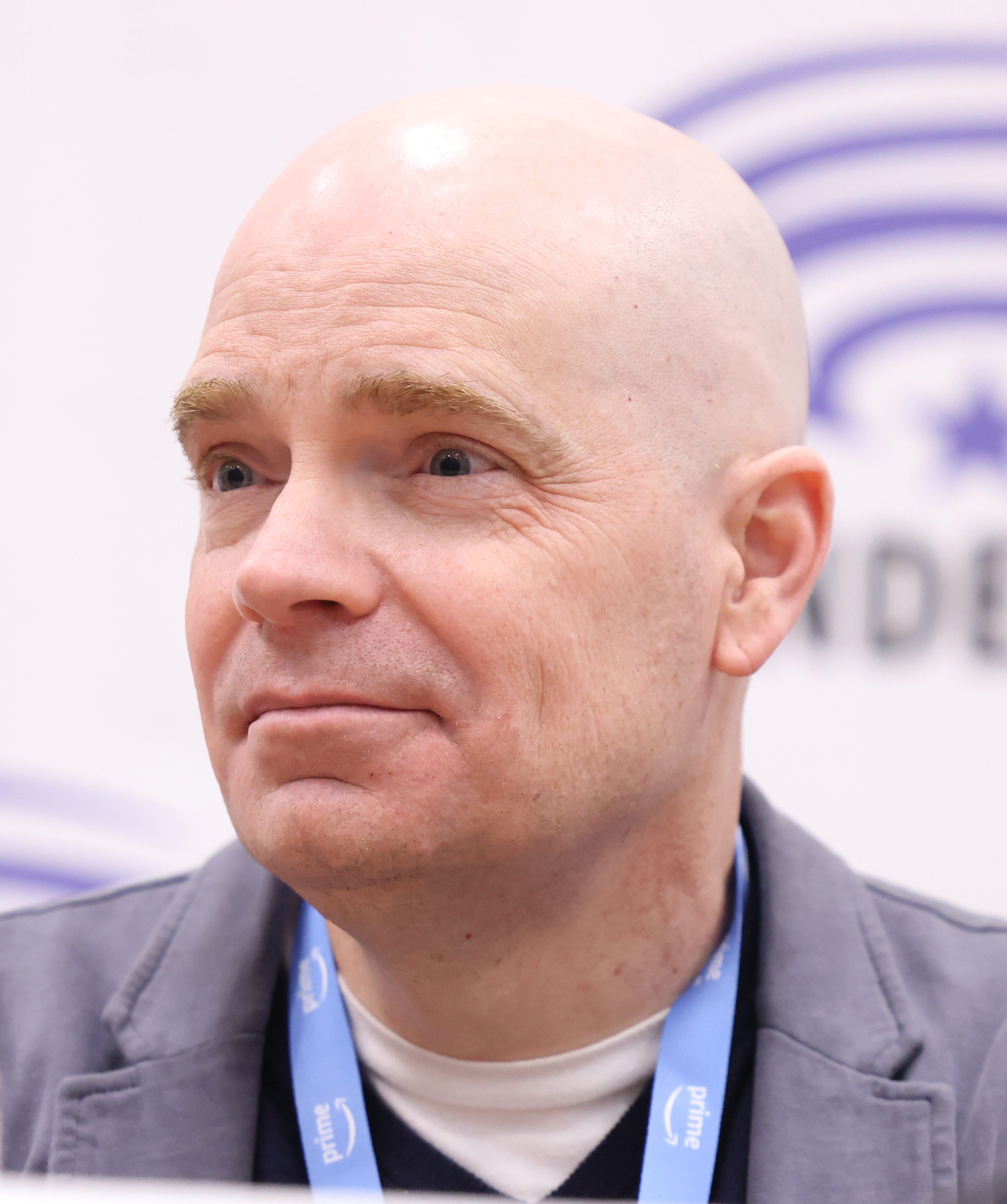
Christopher Farnsworth (2025)

Christopher Farnsworth (* 1971 in Idaho) ist ein amerikanischer Romancier und Drehbuchautor. Der ehemalige Journalist ist Autor der Romanreihe The President’s Vampire, verlegt bei G. P. Putnam’s Sons.
Farnsworth wuchs in Idaho auf, wo er mehrere Jahre als Journalist für unterschiedliche Tageszeitungen tätig war. Er betätigte sich zudem als Drehbuchautor für mehrere Hollywood-Studios. Sein erster Roman trägt den Titel Blutiger Schwur (englisch Blood Oath) und erschien im Jahr 2010; die Idee dazu kam ihm durch eine Geschichte, wonach Präsident Andrew Johnson einen Seemann begnadigte, dem vorgeworfen worden war, das Blut seiner Mordopfer getrunken zu haben.
Farnsworth lebt mit seiner Familie in Los Angeles.

## Werke
- Blutiger Schwur. Heyne, München 2010, ISBN 978-3-453-53354-7 (amerikanisches Englisch: Blood Oath. Übersetzt von Wally Anker).
- The President’s Vampire (2011)
- Red, White, and Blood (2012)
- The Burning Men: A Nathaniel Cade Story (2014)
- The Eternal World (2015)
- Killfile (2016)
- Flashmob (2017)
- Deep State: A Nathaniel Cade Story (2017)